# Solent (U-Boot)
HMS Solent (Kennung: P262) war ein U-Boot der britischen Royal Navy im Zweiten Weltkrieg und danach.

## Geschichte
Die Solent (Seitenarm des Ärmelkanals, siehe The Solent) war ein Boot des vierten Bauloses der britischen S-Klasse; dieses Baulos wird auch als Subtle-Klasse bezeichnet. Das Boot wurde am 7. Mai 1943 bei Cammell, Laird & Company im nordwestenglischen Birkenhead aufgelegt, lief am 8. Juni 1944 vom Stapel und wurde von der Royal Navy am 7. September 1944 in Dienst gestellt.
Am 26. April 1945 versenkte die Solent (Kommandant: Lt. J. D. Martin) gemeinsam mit ihrem Schwesterboot Sleuth (Kommandant: Lt. K. H. Martin) vor Kalambau in der Javasee bei 4° 50′ S, 115° 40′ O den japanischen Hilfsminensucher Wa 3 (215 ts) mit ihren Deckgeschützen. In der Zeit vom 5. bis zum 15. August 1945 versenkten die beiden U-Boote gemeinsam 15 japanische Segelschiffe im Golf von Thailand. Außerdem versenkte die Solent am 15. August dort alleine ein japanisches Patrouillenboot.
Nach dem Krieg verblieb das Boot im aktiven Dienst der Royal Navy. Es wurde 1961 zum Verschrotten verkauft, traf am 28. August 1961 im schottischen Troon ein und wurde dort anschließend abgebrochen.